# Wagonownia
Wagonownia – nazwa jednostki organizacyjnej wraz z zespołem pomieszczeń i warsztatów przeznaczonych do przechowywania, konserwacji i naprawy wagonów kolejowych.
W Polsce wagonownie (WGW) były wydzielonymi jednostkami kolejowymi od 1953. Wcześniej gospodarka parkiem wagonowym pozostawała w gestii najpierw parowozowni przekształconych następnie w lokomotywownie. 1 lipca 1997 na ich bazie oraz lokomotywowni utworzono 33 Zakłady Taboru; obecnie w strukturze spółki PKP Cargo S.A. Z dniem 1 września 1999 liczbę zakładów taboru zmniejszono do 19. W 2001 wagonownie zajmujące się naprawami wagonów osobowych, lub ich wyspecjalizowane komórki organizacyjne (m.in. oddziały zajmujące się naprawami wagonów osobowych), przekazano najpierw do ówczesnej spółki PKP Przewozy Regionalne Sp. z o.o., następnie w 2008 szereg z nich, zlokalizowanych głównie w największych aglomeracjach, do PKP Intercity S.A. W strukturze PKP Cargo S.A. pozostawiono jedynie komórki organizacyjne zajmujące się naprawami lub eksploatacją wagonów towarowych. Postępujący proces restrukturyzacyjny (do 2010 r.) sprawił, iż na bazie części z nich utworzono spółki – córki:
- PKP Cargo Tabor – Czerwieńsk Sp. z o.o.; spółka naprawy lokomotyw i wagonów
- PKP Cargo Tabor – Karsznice Sp. z o.o.; spółka naprawy lokomotyw i wagonów
- PKP Cargo Tabor – Ostrów Wielkopolski Sp. z o.o.; spółka naprawy lokomotyw i wagonów
- PKP Cargo Tabor Pomorski – Tczew Sp. z o.o.; spółka naprawy lokomotyw i wagonów
- PKP Cargo Wagon – Toruń Sp. z o.o.; spółka naprawy wagonów
- PKP Cargo Wagon – Jaworzyna Śląska Sp. z o.o.; spółka naprawy wagonów
- PKP Cargo Wagon – Kraków Sp. z o.o.; spółka naprawy wagonów
- PKP Cargo Wagon – Szczecin Sp. z o.o.; spółka naprawy wagonów
- PKP Cargo Wagon – Tarnowskie Góry Sp. z o.o.; spółka naprawy wagonów

Dwie z nich formalnie były własnością PKP S.A.:
- Gorzów Wagony Sp. z o.o., Gorzów Wlkp.
- Wagrem Sp. z o.o., Kluczbork

W 2013 utworzona przez PKP Cargo S.A. spółka córka PKP CargoWag Sp. z o.o. przejęła dotychczasowe spółki w Gorzowie Wielkopolskim, Jaworzynie Śląskiej, Kluczborku, Krakowie, Szczecinie, Tarnowskich Górach, Tczewie i Toruniu, i tworzą w wymienionych miejscowościach, i w Dąbrowie Górniczej, Gdyni, Olsztynie, Zabrzegu-Czarnolesiu, swoje zakłady napraw taboru. W 2014 spółka PKP CargoWag zmieniła nazwę na PKP CargoTabor Sp. z o.o.